# Foxilandia

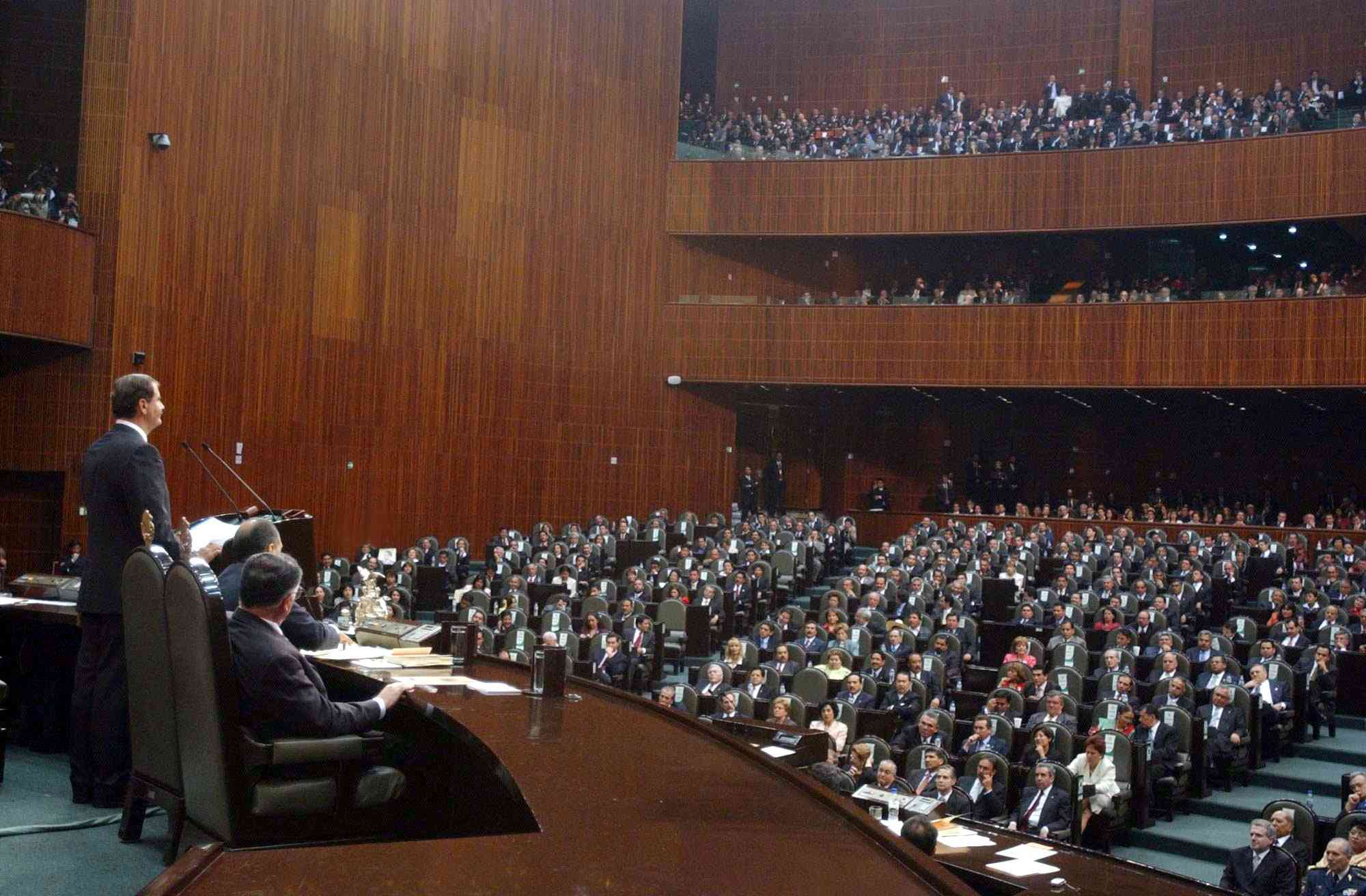
Vicente Fox no Congreso Mexicano.

Foxilandia é un termo usado comumente na cultura política mexicana que faz referência ao período de governo do presidente Vicente Fox Quesada (2000 - 2006). O termo foi usado pela primeira vez em Novembro de 2004, quando o presidente Fox visitou o Congresso Mexicano para o seu discurso anual.
Foxilandia é também o título de vários documentários políticos como Aventuras en Foxilandia de Carlos Mendoza, Un mundo maravilloso de Luis Estrada e Foxilandia de Luis Mandoki.